# جون فان ديك
جون فان ديك (بالإنجليزية: John van Dyke)‏ هو راكب الكنو أمريكي، ولد في 18 ديسمبر 1935.

## وصلات خارجية
- جون فان ديك على موقع أوليمبيديا (الإنجليزية)